# Eugene Antonio Marino
Eugene Antonio Marino (Biloxi, 29 maggio 1934 – New Rochelle, 12 novembre 2000) è stato un arcivescovo cattolico statunitense.

## Biografia
Monsignor Eugene Antonio Marino nacque a Biloxi il 29 maggio 1934 ed era il sesto degli otto figli di Jesús María Marino, un fornaio di origini portoricane, e Lottie Irene Bradford Marino, una cameriera afroamericana.

### Formazione e ministero sacerdotale
Dal 1952 al 1956 studiò all'Epiphany Apostolic College di Newburgh. Nel 1962 si trasferì al seminario "San Giuseppe" di Washington.
Il 9 giugno 1962 fu ordinato presbitero per la Società di San Giuseppe del Sacro Cuore. Proseguì poi gli studi presso la Loyola University di Chicago e la Fordham University di New York dove si laureò in teologia nel 1967. Nel periodo degli studi universitari insegnò all'Epiphany Apostolic College di Newburgh e dopo la laurea fu direttore spirituale del seminario "San Giuseppe" di Washington dal 1968 al 1971, quando divenne vicario generale della sua congregazione e diresse gli affari amministrativi dell'ordine per tre anni.

### Ministero episcopale
Il 12 luglio 1974 papa Paolo VI lo nominò vescovo ausiliare di Washington e titolare di Walla Walla. Ricevette l'ordinazione episcopale il 12 settembre successivo dall'arcivescovo di Washington William Wakefield Baum, co-consacranti il vescovo ausiliare di New Orleans Harold Robert Perry e il vescovo di Columbus Edward John Herrmann. Fu il quarto vescovo afroamericano. Nel 1985 venne eletto segretario generale della Conferenza statunitense dei vescovi cattolici, primo afroamericano a detenere quell'incarico. Nel 1987, in occasione del viaggio apostolico di papa Giovanni Paolo II, organizzò l'incontro del pontefice con un gruppo di cattolici afroamericani. Durante l'incontro dichiarò: "Da ragazzino in Mississippi, avevo la doppia - stavo per dire handicap, ma dirò benedizione - di essere nero e cattolico, non avrei mai pensato di vedere il giorno in cui sarei stato qui a predicare la santa parola di Dio in questo luogo, come sacerdote, anzi come vescovo. Generazioni di cattolici neri non hanno mai visto un sacerdote o una suora neri e tanto meno sognavano che il loro figlio o la loro figlia potesse diventarlo".
Il 14 marzo 1988 papa Giovanni Paolo II lo nominò arcivescovo metropolita di Atlanta. Fu il primo arcivescovo afroamericano nella storia americana. Prese possesso dell'arcidiocesi il 5 maggio successivo. Fin da subito fu coinvolto negli sforzi per affrontare la cattiva condotta sessuale dei preti.
Nel 1990 tuttavia, emerse che monsignor Marino aveva una relazione con un ministro laico femminile. La compagna, Vicki Lungo, rivelò che si era segretamente sposata con monsignor Marino nel 1988. A seguito di questi eventi, dopo appena due anni di servizio come arcivescovo metropolita di Atlanta, monsignor Marino, già sospeso dalle sue funzioni il 1º giugno 1990, si dimise il 10 luglio dello stesso anno citando come motivazione la necessità di "rinnovamento spirituale, terapia psicologica e supervisione medica". Si scusò formalmente per aver infranto il suo voto di castità. Seguì quindi periodo di consulenza psicologica di sei settimane. Mantenendo il titolo di arcivescovo emerito, monsignor Marino si trasferì quindi in Michigan dove fu cappellano della casa delle Suore della Misericordia ad Almafino fino al 1995.
In seguito e fino alla sua morte diresse il Centro per la consulenza e il trattamento del clero del St. Vincent's Hospital di Harrison, un programma ambulatoriale per sacerdoti e fratelli laici afflitti da malattie mentali, problemi di comportamento sessuale o abuso di sostanze. Celebrò il suo giubileo d'argento di ordinazione episcopale con una cerimonia privata con il cardinale John Joseph O'Connor. Poco dopo venne ricevuto in udienza da papa Giovanni Paolo II. Al termine dell'incontro affermò di essere in pace.
Morì improvvisamente presso la Salesian High School di New Rochelle, dove era consigliere e confidente per i problemi personali di altri preti e suore e dove aveva appena terminato il periodo di esercizi spirituali, nelle prime ore del 12 novembre 2000 all'età di 66 anni. La sera precedente aveva ricevuto l'unzione degli infermi. Fu scoperto a letto dalla governante e si stabilì che era morto per un attacco di cuore. Le esequie si tennero nella cattedrale della Natività della Beata Vergine Maria a Biloxi. È sepolto accanto ai genitori nel cimitero cittadino di Biloxi. Gli sopravvissero un fratello e quattro sorelle.

## Araldica
| Stemma | Titolare                                     | Descrizione |
|        | Eugene Antonio Marino Arcivescovo di Atlanta | Partito, al I d'argento a tre fasce ondate d'azzurro, la prima caricata della rosa cherokee d'argento bottonata d'oro, la seconda caricata della corona reale d'Inghilterra al naturale al II d'azzurro all'agnello passante d'argento, con la zampa anteriore destra tenente un pastorale d'oro posto in sbarra, al capo ondato d'argento allo scaglione di rosso. Ornamenti esteriori da arcivescovo metropolita. Motto: Feed my lambs. |

## Genealogia episcopale
La genealogia episcopale è:
- Cardinale Scipione Rebiba
- Cardinale Giulio Antonio Santori
- Cardinale Girolamo Bernerio, O.P.
- Arcivescovo Galeazzo Sanvitale
- Cardinale Ludovico Ludovisi
- Cardinale Luigi Caetani
- Cardinale Ulderico Carpegna
- Cardinale Paluzzo Paluzzi Altieri degli Albertoni
- Cardinale Gaspare Carpegna
- Cardinale Fabrizio Paolucci
- Cardinale Francesco Barberini
- Cardinale Annibale Albani
- Cardinale Federico Marcello Lante Montefeltro della Rovere
- Vescovo Charles Walmesley, O.S.B.
- Arcivescovo John Carroll
- Cardinale Jean-Louis Anne Madelain Lefebvre de Cheverus
- Arcivescovo Ambrose Maréchal, P.S.S.
- Vescovo John Dubois, P.S.S.
- Arcivescovo John Joseph Hughes
- Cardinale John McCloskey
- Arcivescovo Michael Augustine Corrigan
- Vescovo Charles Edward McDonnell
- Arcivescovo Thomas Edmund Molloy
- Vescovo Raymond Augustine Kearney
- Cardinale John Joseph Carberry
- Cardinale William Wakefield Baum
- Arcivescovo Eugene Antonio Marino, S.S.J.